# Distretto di Mueang Uthai Thani
Il distretto di Mueang Uthai Thani (in thailandese: เมืองอุทัยธานี) è un distretto (amphoe) della Thailandia, situato nella provincia di Uthai Thani, della quale è il capoluogo.